# Wayne Grudem
Wayne Arden Grudem (* 11. února 1948 v Chippewa Falls, Wisconsin) je americký evangelikální teolog a spisovatel.
V letech 1977-1981 působil na Bethel College, následně po dobu 20 let na Trinity Evangelical Divinity School a od roku 2001 je činný na Phoenix Seminary.
Roku 1974 byl ordinován na baptistického kazatele.
K jeho nejvýznamnějším spisům patří učebnice Systematic Theology: An Introduction to Biblical Doctrine (1994) a sborník Recovering Biblical Manhood and Womanhood: A Response to Evangelical Feminism (1991), který vydal společně s Johnem Piperem.
Do češtiny byla přeložna jeho kniha Business for the glory of God a vyšla pod titulem Křesťan podnikatel? (Návrat domů, 2006).